# 沈恪
沈恪（509年—582年），字子恭，吳興武康人，南北朝南梁、南陳官員。
沈恪個性深沉，有辦事才能，梁朝新渝侯蕭映為郡將時徵召他為主簿。蕭映搬往北徐州，他也跟隨鎮守；到蕭映遷到廣州，他則兼任府中兵參軍，經常領兵伐黎族。盧子略反梁，他對戰有功，除授中兵參軍。陳霸先和沈恪來自同一郡，感情很好，蕭映去世後，陳霸先南征李賁，差遣妻子依附沈恪回鄉，很快他補任東宮直後，因嶺南功勳除授員外散騎侍郎，詔令他聚集宗族。侯景包圍臺城，沈恪率部下入城，依例加右軍將軍。侯景派人在東西堆起兩個土山逼城，城內也堆起土山和應，沈恪擔任東土山主，日夜迎戰，以功封東興縣侯，食邑五百戶，遷員外散騎常侍。建康陷落，沈恪抄小路回到故鄉；陳霸先征討侯景，派人通知他，於是在東邊起兵和應，至侯景被平，他在京口參見陳霸先，同日授都軍副，很快轉任府司馬。
陳霸先打算討伐王僧辯，沈恪參與計劃，當時王僧辯的女婿杜龕鎮守吳興，陳霸先就派陳蒨到長城縣建立欄柵防備杜龕，又下令他回到武康縣招兵。王僧辯遭誅殺，杜龕果然差遣副將杜泰率兵在長城攻擊陳蒨。其時沈恪已率領士兵離開武康縣擊敗杜龕的黨羽，不久陳霸先遣派周文育支援長城，周文育到達時杜泰就逃走。陳蒨和周文育進軍離開吳興郡，沈恪的部隊亦到達，屯駐郡南。杜龕獲平定，陳蒨襲擊東揚州刺史張彪，任命沈恪監督吳興郡。太平元年（556年），他除授宣猛將軍、交州刺史，同年遷轉為永嘉太守，但未拜任就下令他再次監督吳興郡。他從吳興入朝，適逢陳霸先準備受禪，於是派中書舍人劉師知帶領他勒兵入宮，好像在別宮保衛梁敬帝。沈恪推門入見陳霸先，叩頭推辭：「沈恪曾經侍奉蕭家，今日不忍看到這樣的事，我願意受死，不會遵奉命令。」陳霸先嘉許他的志向，不再逼他，任用盪主王僧志取代。
陳霸先建立南陳，他擔任吳興太守；永定二年（558年）轉到會稽郡任職。當時余孝頃隱謀和應王琳，到臨川出兵攻打周迪，朝廷任用沈恪為壯武將軍，率兵跨過山嶺營救周迪；余孝頃得知他來到就退走。永定三年（559年），遷官使持節、通直散騎常侍、智武將軍、吳州刺史，顺便就任鄱陽郡，很快追還鄱陽郡職，改行會稽郡事；同年改除散騎常侍、忠武將軍、會稽太守。陳蒨繼位為陳文帝，進封他監督會稽、東陽、新安、臨海、永嘉、建安、晉安、新寧、信安九郡諸軍事，依然擔任將軍、太守。天嘉元年（560年），增爵位食邑五百戶，次年（561年）徵召為左衛將軍，不久外任都督郢武巴定四州諸軍事、軍師將軍、郢州刺史；天嘉六年（565年）再徵召為中護軍，改任護軍將軍。光大二年（568年），沈恪轉遷使持節、都督荊武祐三州諸軍事、平西將軍、荊州刺史，唯未就鎮就改為護軍將軍。
陳宣帝即位，他獲加散騎常侍、都督廣衡東衡交越成定新合羅愛德宜黃利安石雙等十八州諸軍事、鎮南將軍、平越中郎將、廣州刺史；他未到嶺南，前廣州刺史歐陽紇就舉兵抵抗，令他不能前進，朝廷派遣司空章昭達督軍討伐歐陽紇，之後歐陽紇平定，沈恪入州。廣州經歷兵荒，房屋遭摧殘破壞，他關心安撫，施行恩惠，當地人民很依靠他。太建四年（572年），他被徵為領軍將軍，調回朝廷後被指就任不及時而被罷免；太建十一年（579年）獲起用出任散騎常侍、衛尉卿，同年又授與他平北將軍、假節，監督南兗州。次年（580年），改授他散騎常侍、翊右將軍，監南徐州，又派電威將軍裴子烈領馬五百匹協助他沿江防守。明年（581年）他再次入朝任職衛尉卿，仍然擔任常侍、將軍，很快又加侍中，遷護軍將軍。陳後主繼位，因病改授散騎常侍、特進、金紫光祿大夫，同年去世，虛歲七十四，贈翊左將軍，朝廷下詔賜他棺材，為他舉哀，提供喪事資金，諡元，兒子沈法興嗣爵。

## 引用
1. 1 2  《陳書·卷十二·列傳第六》：沈恪字子恭，吳興武康人也。深沈有幹局。梁新渝侯蕭映為郡將，召為主簿。映遷北徐州，恪隨映之鎮。映遷廣州，以恪兼府中兵參軍，常領兵討伐俚洞。盧子略之反也，恪拒戰有功，除中兵參軍。高祖與恪同郡，情好甚暱，蕭映卒後，高祖南討李賁，仍遣妻子附恪還鄉。尋補東宮直後，以嶺南勳除員外散騎侍郎，仍令招集宗從子弟。
2. 1 2  《南史·卷六十七·列傳五十七》：沈恪字子恭，吳興武康人也。深沈有幹局。梁新渝侯蕭映之為廣州，兼映府中兵參軍。陳武帝與恪同郡，情好甚昵。蕭映卒後，武帝南討李賁，仍遣妻子附恪還鄉。尋補東宮直後。以嶺南勳，除員外散騎侍郎。仍令總集宗從子弟。
3. ↑  《陳書·卷十二·列傳第六》：侯景圍臺城，恪率所領入臺，隨例加右軍將軍。賊起東西二土山以逼城，城內亦作土山以應之，恪為東土山主，晝夜拒戰。以功封東興縣侯，邑五百戶。遷員外散騎常侍。京城陷，恪閒行歸鄉里。高祖之討侯景，遣使報恪，乃於東起兵相應。賊平，恪謁高祖於京口，即日授都軍副。尋為府司馬。
4. ↑  《南史·卷六十七·列傳五十七》：侯景圍台城，起東西二土山以逼城，城內亦作土山應之，恪為東土山主，晝夜拒戰。以功封東興侯。及城陷，間行歸鄉。武帝討景，遣使報恪，恪於東起兵相應。賊平後，授都軍副。
5. ↑  《陳書·卷十二·列傳第六》：及高祖謀討王僧辯，恪預其謀。時僧辯女婿杜龕鎮吳興，高祖乃使世祖還長城，立柵備龕，又使恪還武康，招集兵眾。及僧辯誅，龕果遣副將杜泰率眾襲世祖於長城。恪時已率兵士出縣誅龕黨與，高祖尋遣周文育來援長城，文育至，泰乃遁走。世祖仍與文育進軍出郡，恪軍亦至，屯于郡南。及龕平，世祖襲東揚州刺史張彪，以恪監吳興郡。太平元年，除宣猛將軍、交州刺史。其年遷永嘉太守。不拜，復令監吳興郡。自吳興入朝。高祖受禪，使中書舍人劉師知引恪，令勒兵入，因衛敬帝如別宮。恪乃排闥入見高祖，叩頭謝曰：「恪身經事蕭家來，今日不忍見許事，分受死耳，決不奉命。」高祖嘉其意，乃不復逼，更以盪主王僧志代之。
6. ↑  《南史·卷六十七·列傳五十七》：及武帝謀討王僧辯，恪預其事。武帝使文帝還長城立柵備杜龕，使恪還武康招集兵眾。及僧辯誅，龕果遣副將杜泰襲文帝于長城，恪時已出縣，誅龕黨與。武帝尋遣周文育來援長城，文育至，泰乃走。及龕平，文帝襲東揚州刺史張彪，以恪監吳興郡。武帝受禪，時恪自吳興入朝，武帝使中書舍人劉師知引恪，令勒兵入，因衛敬帝如別宮。恪排闥入見武帝，叩頭謝曰：「恪身經事蕭家來，今日不忍見此事，分受死耳，決不奉命。」武帝嘉其意，不復逼，更以蕩主王僧志代之。
7. ↑  《陳書·卷十二·列傳第六》：高祖踐祚，除吳興太守。永定二年，徙監會稽郡。會余孝頃謀應王琳，出兵臨川攻周迪，以恪為壯武將軍，率兵踰嶺以救迪。余孝頃聞恪至，退走。三年，遷使持節、通直散騎常侍、智武將軍、吳州刺史，便道之鄱陽。尋有詔追還，行會稽郡事。其年，除散騎常侍、忠武將軍、會稽太守。世祖嗣位，進督會稽、東陽、新安、臨海、永嘉、建安、晉安、新寧、信安九郡諸軍事，將軍、太守如故。天嘉元年，增邑五百戶。二年，徵為左衛將軍。俄出為都督郢武巴定四州諸軍事、軍師將軍、郢州刺史。六年，徵為中護軍。尋遷護軍將軍。光大二年，遷使持節、都督荊武祐三州諸軍事、平西將軍、荊州刺史。未之鎮，改為護軍將軍。
8. ↑  《南史·卷六十七·列傳五十七》：帝踐阼，除吳興太守。永定三年，除散騎常侍、會稽太守。曆事文帝及廢帝，累遷護軍將軍。
9. ↑  《陳書·卷十二·列傳第六》：高宗即位，加散騎常侍、都督廣衡東衡交越成定新合羅愛德宜黃利安石雙等十八州諸軍事、鎮南將軍、平越中郎將、廣州刺史。恪未至嶺，前刺史歐陽紇舉兵拒險，恪不得進，朝廷遣司空章昭達督眾軍討紇，紇平，乃得入州。州罹兵荒，所在殘毀，恪綏懷安緝，被以恩惠，嶺表賴之。太建四年，徵為領軍將軍。及代還，以途遠不時至，為有司所奏免。十一年，起為散騎常侍、衛尉卿。其年授平北將軍、假節，監南兗州。十二年，改授散騎常侍、翊右將軍，監南徐州。又遣電威將軍裴子烈領馬五百匹，助恪緣江防戍。明年，入為衛尉卿，常侍、將軍如故。尋加侍中，遷護軍將軍。後主即位，以疾改授散騎常侍、特進、金紫光祿大夫。其年卒，時年七十四。贈翊左將軍，詔給東園祕器，仍出舉哀，喪事所須，並令資給，諡曰元。子法興嗣。
10. ↑  《南史·卷六十七·列傳五十七》：至宣帝即位，除平越中郎將、都督、廣州刺史。恪未至嶺，前刺史歐陽紇舉兵拒嶮，不得進。朝廷遣司空章昭達討平紇，乃得入州。兵荒之後，所在殘毀，恪綏懷安輯，被以恩惠，嶺表賴之。後主即位，為特進、金紫光祿大夫。卒，諡曰元。子法興嗣。

## 延伸阅读
[在维基数据编辑]
 《陳書/卷12》，出自姚思廉《陳書》
 《南史·卷67》，出自李延壽《南史》